# Златен гол
Златен гол е метод, използван в периода 1993 – 2004 година за определяне на победител във футболен мач. Според него, ако отборите завършат на равно в редовното време, този отбор който първи отбележи гол в продълженията е победител в мача. Този победен гол се нарича Златен гол. Ако никой от двата отбора не отбележи гол в две продължения, победителят се определя след дузпи.
Терминът „златен гол“ (ЗГ) и измененията в правилата са въведени от ФИФА през 1993 г. Решение дали да се прилага правилото обаче се вземат за всяко отделно първенство. 
Първият записан златен гол е на 13 март 1993 г. от Австралия срещу Уругвай в четвъртфинален мач от Световното първенство за младежи. Първият финал на голям турнир, който е решен от такъв гол, е за трофея на Футболната лига от 1995 г., където Бирмингам Сити побеждава Карлайл Юнайтед с 1:0 с гол на Пол Тейт. 
В Европейския шампионат правилото е прието през 1996 г., а в Световния – през 1998 г.
Първият златен гол на Европейско първенство (ЕП) е отбелязан на финала на Евро 96 – Германия – Чехия от германеца Оливер Бирхоф. Същата година в североамериканското първенство „Мейджър Лийг Сокър“ Еди Поуп отбелязва златен гол в първото продължение след 3 минути и 25 секунди игра, с който Ди Си Юнайтед побеждава Лос Анджелис Галакси с 3:2. 
Първият златен гол в историята на Световното първенство (СП) вкарва защитникът Лоран Блан през 1998 г. и Франция да побеждава Парагвай на осминафиналите. 
През 2000 г. Франция побеждава Италия в продълженията на финала на Европейското първенство със златен гол на Давид Трезеге. Така Франция става вторият едновременен притежател на Световната купа на ФИФА и Европейската купа на УЕФА след Западна Германия през 1974 г.
Следващата година със златен гол се решава и победата в престижен клубен турнир. На финала за Купата на УЕФА Ливърпул преодолява Депортиво Алавес с 5:4 след златен автогол на Делфи Гели и спечелва трофея.
Последният златен гол на световно първенство по футбол е отбелязан от Илхан Мансъз на мача Турция – Сенегал през 2002 г.
През 2003 г. за последен път се печели голям международен турнир чрез златен гол. Отбелязва го Тиери Анри на финала за Купата на конфедерациите и Франция побеждава Камерун с 1:0.

Златни голове на световно първенство
| № | Автор        | Минута | Отбор      | Резултат | Противник | Tурнир | Кръг         | Дaта      |
| - | ------------ | ------ | ---------- | -------- | --------- | ------ | ------------ | --------- |
| 1 | Лоран Блан   | 114'   | Франция    | 1–0      | Парагвай  | 1998   | Осминафинал  | 28.6.1998 |
| 2 | Анри Камара̀  | 104'   | Сенегал    | 2–1      | Швеция    | 2002   | Осминафинал  | 16.6.2002 |
| 3 | Aн Юнг-хуaн  | 117'   | Южна Корея | 2–1      | Италия    | 2002   | Осминафинал  | 18.6.2002 |
| 4 | Илхан Мансъз | 94'    | Турция     | 1–0      | Сенегал   | 2002   | Четвъртфинал | 22.6.2002 |

Златни голове за Купата на конфедерациите
| № | Автор            | Минута | Отбор     | Резултат | Противник | Tурнир | Кръг      | Дaта       |
| - | ---------------- | ------ | --------- | -------- | --------- | ------ | --------- | ---------- |
| 1 | Хари Кюъл        | 92'    | Австралия | 1–0      | Уругвай   | 1997   | Полуфинал | 19.12.1997 |
| 2 | Куаутемок Бланко | 97'    | Мексико   | 1–0      | САЩ       | 1999   | Полуфинал | 1.8.1999   |
| 3 | Тиери Анри       | 97'    | Франция   | 1–0      | Камерун   | 2003   | Финал     | 29.6.2003  |

Правилото за златния гол е прието, за да се стимулира атакуващият стил на игра и това да увеличи атрактивността на мача. Нерядко обаче то води до обратния ефект – отборите предприемат защитна стратегия, за да намалят риска от поражение. Има и особени случаи. В квалификационен мач срещу Гренада за Купата на Карибите на 27.1.1994 г., домакинът Барбадос умишлено вкарва късен автогол в успешен опит да се класира за финалите, като с това изравнява резултата и съгласно регламента налага продължения за златен гол, тъй като необичайно правило за турнира гласи, че златните голове се броят двойно при изчисляването на головата разлика. Барбадос получава гол в 83-та минута и води с 2:1 три минути преди края на редовното време, но се нуждае от победа с два гола разлика, за да се класира. След като барбадоският защитник Тери Сили отбелязва автогол, за да доведе резултата до 2:2, Гренада се опитва да отбележи и в двете врати, докато Барбадос ги защитава и двете през последните три минути на редоното време и четирите минути на добавеното време.  Барбадос спечелва играта в продълженията и преминава в следващия кръг. 